# Мамай Ганна Олександрівна
Ганна Олександрівна Мамай, до шлюбу Виноградова (1921, Грязовецький повіт, Вологодська губернія — 1987, Марково, Вологодська область) — російська доярка, передовиця радянського сільського господарства, доярка радгоспу «Дружба» Вологодського району Волгодської області, Герой Соціалістичної Праці (1966).

## Біографія
Народилася в 1921 році в селі Кичигино Вологодської губернії. Росіянка. До двадцяти років знала всю селянську роботу.
У роки Другої світової війни спрямована на роботи в шахтарське місто Мончегорськ. Там вивчилася на операторку парових котлів, отримала свідоцтво про закінчення курсів. Крім того отримала спеціальність машиністки шахтного підйому. Стала працювати за цією спеціальністю. Робота була небезпечна, потрібно було піднімати і опускати в шахту кліть з шахтарями.
В Мончегорську одружилася з Мамаєм Василем Олександровичем, за національністю білорусом. У 1947 році повернулася у Вологодську область до батьків, тут народила першу дочку Валентину. Чоловік не зміг переїхати, не відпустили з Мончегорска. Пізніше сім'я розпалася.
З 1947 по 1955 Ганна Мамай працювала в рільничій бригаді колгоспу «Дружба». У 1950 році народила другу доньку Тамару, але сімейне життя з новим чоловіком знову не склалося, тому сама виховувала двох доньок.
У 1955 році в колгосп «Дружба» з іншого господарства привезли перших 8 корів чорно-рябої породи. Доручили доглядати за ними Ганні Мамай. Так вона стала тваринницею. Справа їй сподобалось. Весь свій трудовий стаж на фермі вона доїла корів вручну. Якщо до приходу Ганни Мамай на ферму надої становили не більше тисячі кілограмів, то починаючи з 1955 року вони почали швидко зростати. В 1957 році — 3000 кілограмів, 1962 — 3600 кілограмів, а до 1966 році — 4500 кілограмів молока на одну корову в рік. Це були рекордні показники.
Указом Президії Верховної Ради СРСР від 22 березня 1966 року за досягнуті виробничі показники за надоєм молока Ганні Олександрівні Мамай присвоєно звання Героя Соціалістичної Праці з врученням ордена Леніна і медалі «Серп і Молот».
Нагороди вручені на XXIII з'їзді КПРС, на який вона була делегована. Обиралася депутаткою районної та обласної рад. Член КПРС.
У квітні 1971 року за станом здоров'я припинила трудову діяльність, вийшовши на пенсію.
Померла в 1987 році.

## Нагороди
- Золота зірка «Серп і Молот» (22.03.1966)
- Орден Леніна (22.03.1966)
- Медаль «За трудову доблесть» (26.04.1963)
- Медаль «За оборону Радянського Заполяр'я»
- Медаль «За доблесну працю у Великій Вітчизняній війні 1941-1945 рр .. »
- інші медалі.